# Міграційна здатність мінералів
Міграційна здатність мінералів (рос. способность минералов миграционная, англ. migratory ability of minerals, нім. Migrationsvermögen der Minerale) — поведінка окремих мінералів в обстановці довгого переносу. 
Визначається максимальною відстанню, на яку можуть бути перенесені потоками уламкові частини мінералів, залишаючись за розмірами в межах піщаної фракції (0,1 мм). До мінералів з малою міграційною здатністю належать кіновар, вольфраміт, олівін та ін., а з високою — хромшпінеліди, ільменіт, топаз, циркон й ін.